# Război economic
Războiul economic este un termen al politicii economice utilizat ca parte a operațiunilor militare în timpul războiului.
Scopul războiului economic este de a captura resursele economice strategice, astfel încât forțele militare și cele informaționale să funcționeze la o eficiență deplină și/sau să priveze forțele inamice de aceste resurse, încât acestea să nu poată lupta în mod corespunzător.
Conceptul de război economic este cel aplicabil adesea la conflictele dintre state (dar și pe timp de pace, mai ales în vremuri de război total, care implică nu numai forțele armate, ci și presupune mobilizarea întregii economii a națiunii față de efortul de război. Într-un astfel de caz, sunt cauzate direct pagube economiei inamicului, mai ales la capacitatea acestuia de a lupta un timp îndelungat.

## Exemple
- între China și Uniunea Europeană: După ce Bruxelles-ul a decis să taxeze provizoriu panourile solare chinezești, Beijingul a venit cu o reacție similară ce vizează vinurile din UE[1].
- între China și Japonia: Marile companii nipone și-au închis pe 17 septembrie 2012 fabricile din China și au cerut expaților japonezi să nu își părăsească locuințele, din cauza protestelor violente privind disputa teritorială care amenință să afecteze semnificativ legăturile comerciale dintre cele mai mari economii asiatice[2].
- între Rusia și Republica Moldova: Importul vinului moldovenesc în Rusia a fost din nou blocat (după ce a mai fost blocat în 2006), informație prezentată, pe 10 septembrie 2013, printr-un comunicat oficial pe site-ul Serviciului sanitar rus „Rospotrebnadzor”.[3], ca "rezultat" la intenția Republicii Moldova de a semna Acordul de Asociere la Uniunea Europeană în noiembrie 2013 la Summitul de la Vilnius.
- între Rusia și Ucraina: Război vamal, după ce Ucraina și reiterat faptul de a semna Acordul de Asociere la Uniunea Europeană în noimbrie 2013 la Summitul de la Vilnius[4]
- între Rusia și Belarus[5].